# Schwedenbombe

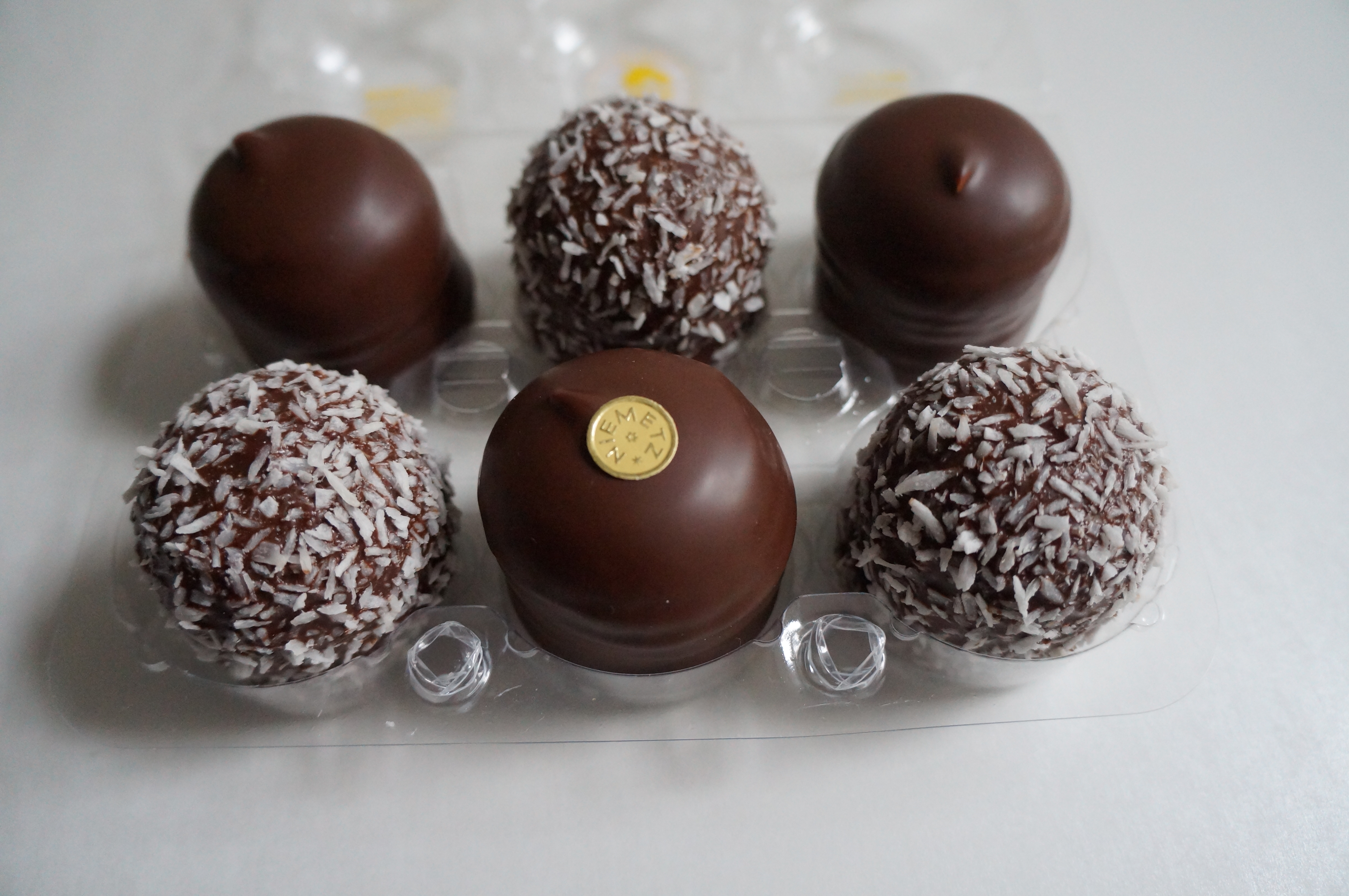
Transparente, bedruckte Schwedenbomben-6er-Packung, Gold-Etikett

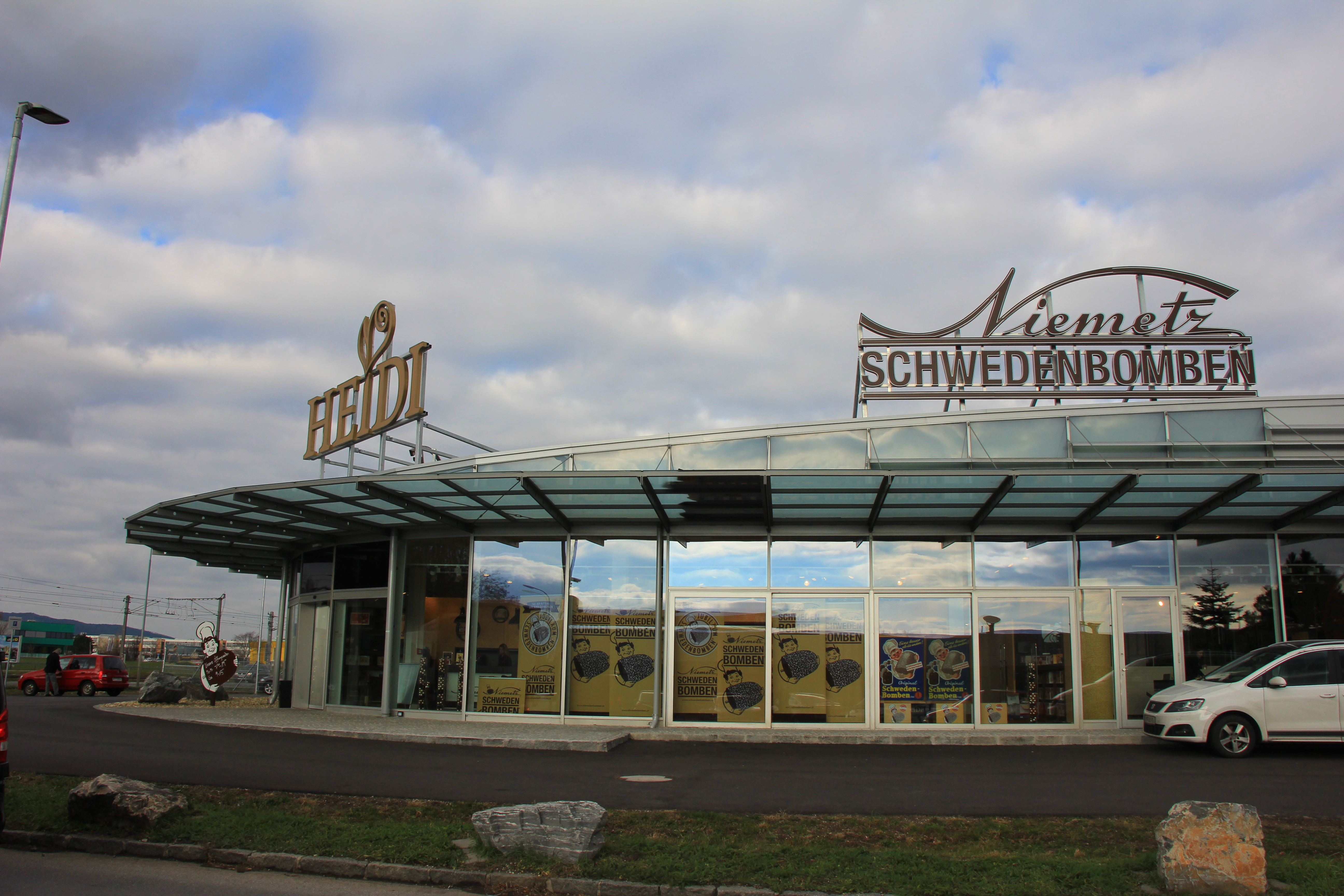
Schriftzug am Gebäude in Wiener Neudorf (2015)

Schwedenbombe ist die österreichische Bezeichnung für ein Schaumgebäck, das in Deutschland und in der Schweiz als Schokokuss bekannt ist. Es handelt sich um ein Produkt des österreichischen Unternehmens Heidi Chocolat AG, Niemetz Schwedenbomben und gehört zur Gattung der Schaumzuckerwaren.

## Geschichte
Die Schwedenbombe wurde 1926 von Walter Niemetz kreiert. Die Süßigkeit erhielt ihren Namen in Andenken eines aus Schweden stammenden Freundes, der an ihrer Entwicklung beteiligt war. Den Namen Schwedenbombe ließ sich Niemetz 1934 markenrechtlich schützen. Auch die typische Sechser-Verpackung der Schwedenbomben wurde 1969 markenrechtlich geschützt.
Auf den ersten Schwedenbomben wurden von Hand Goldplaketten aus Papier aufgebracht. In den 50er Jahren verzichtete man aus Kostengründen auf diesen manuellen Schritt. 2010 wurden die Mini-Schwedenbomben, genannt Bombini eingeführt. Die Produktion der Bombini wurde eingestellt, weil der Leasinggeber die Maschinen während der finanziellen Schieflage des Konzerns wieder abbaute.

## Herstellung
Die Schwedenbombe wurde seit den 1930er Jahren und bis um 2015 im dritten Wiener Gemeindebezirk nach dem ursprünglichen Rezept hergestellt. Der Eiweißschaum wird von einer Dressiermaschine auf das runde Stück Waffelboden gespritzt und anschließend allseits mit einer Schokoladenglasur überzogen. Danach werden für die hell gesprenkelte Sorte oben und rundum Kokosraspeln aufgestreut, die nur oberflächlich an der Schokoladenglasur kleben bleiben. Weder das Rezept noch der Hersteller der Maschinen wurden seit den Anfängen geändert.
Seit September 2015 ist eine von zwei Produktionslinien am neuen Standort in Wiener Neudorf aufgebaut. Angekündigt war, bis Ende 2015 die gesamte Produktion nach Niederösterreich übersiedelt zu haben.

## Eigenschaften
Die Schwedenbombe besteht aus einem Waffelboden mit einem Durchmesser von 4 cm. Der Eiweißschaum hat eine zylindrische Form mit abgerundetem Kopf. Die Glasur besteht aus einer hellen Milchschokoladesorte. Schwedenbomben werden mit oder ohne Kokosraspeln produziert.
|                           | Menge  | Einheit |
| ------------------------- | ------ | ------- |
| Gewicht mit Kokosraspeln  | 18,75  | Gramm   |
| Gewicht ohne Kokosraspeln | 18,125 | Gramm   |
| Durchmesser               | 4      | cm      |
| Höhe                      | 4.6    | cm      |

Die Schwedenbombe besteht aus den folgenden Zutaten:
- Hühnereiweiß
- Glucosesirup
- Zucker
- Kokosraspeln
- Pflanzenfett
- Weizenmehl
- Sojamehl
- Magerkakao
- Karamellzuckersirup
- Geliermittel: Agar Agar
- Hühnereigelbpulver
- Magermilchpulver
- Emulgator: Sojalecithin
- Vanillearoma

### Nährstoffe
Als Nährwerte sind angegeben (pro 100 g):
| Gehalt                          | je 100 g   |
| ------------------------------- | ---------- |
| Energie (kJ/kcal)               | 1735 / 413 |
| Fett (g)                        | 16         |
| davon gesättigte Fettsäuren (g) | 15         |
| Zucker (g)                      | 54         |
| Salz (g)                        | 0,07       |

## Recht
Die Schwedenbombe hat in Österreich einen Bekanntheitsgrad von 94 % und einen Marktanteil von 80 %.
Es gab immer wieder Versuche, am Erfolg der Schwedenbombe zu partizipieren, indem ähnliche Produkte auf den Markt gebracht wurden. In diesem Zusammenhang gab es einige juristische Auseinandersetzungen zwischen dem damaligen Eigentümer, der Walter Niemetz Süßwarenfabrik – Fabrikation von Zucker-, Schokolade-, Konditorei- und Dauerbackwaren GmbH & Co KG, und Mitbewerbern.

## Trivia
Der schwedische Gewinner des Eurovision Song Contest 2015, Måns Zelmerlöw, bezeichnete sich in Anspielung auf die Beliebtheit der Süßspeise nach seinem Sieg selbst als Schwedenbombe.
Im Dezember 2019 wurde in Niederösterreich ein Lkw von einer Spedition entwendet und die Ladung, bestehend aus fast 160.000 Schwedenbomben auf 33 Paletten, gestohlen.